# بريان باسي
بريان باسي (بالفرنسية: Bryan Passi)‏ (5 أغسطس 1997 بمارسيليا في فرنسا - ) هو لاعب كرة قدم فرنسي في مركز الوسط.

## روابط خارجية
- بريان باسي على موقع رابطة كرة القدم الفرنسية للمحترفين (الإنجليزية)
- بريان باسي على موقع إي إس بي إن إف سي (الإنجليزية)
- بريان باسي على موقع قاعدة بيانات كرة القدم.إي يو (الإنجليزية)
- بريان باسي على موقع ليكيب (الفرنسية)
- بريان باسي على موقع ناشيونال فوتبول تيمز (الإنجليزية)
- بريان باسي على موقع Soccerbase.com (لاعب) (الإنجليزية)
- بريان باسي على موقع Soccerway.com (الإنجليزية)
- بريان باسي على موقع عالم كرة القدم.نت (الإنجليزية)
- بريان باسي على موقع AS.com (الإسبانية)